# Sprawa Robotnicza (miesięcznik socjalistyczny 1893)
Sprawa Robotnicza: Organ Demokratów Socjalnych Królestwa Polskiego – czasopismo socjalistyczne ukazujące się w Paryżu w latach 1893–1896. Założone przez grupę późniejszych działaczy SDKPiL (Różę Luksemburg, Juliana Marchlewskiego, Adolfa Warskiego, Leona Jogichesa-Tyszkę), stało się organem prasowym tej partii. Prezentowano poglądy krytyczne wobec uchwał zjazdu paryskiego, zwłaszcza tych związanych z kwestią niepodległościową. Poszczególne egzemplarze pisma krążyły jeszcze w 1900 wśród robotników w po Warszawie jako jedyna „bibuła esdecka”.
Ukazało się 25 numerów.